# هانتين
هانتين (باليابانية: 袢纏) هو معطف قصير شتائي ويعتبر أحد الملابس اليابانية التقليدية. بدء العامة بارتداء الهانتين في فترة إيدو. يشبه شكل الهانتين شكل هاوري بدرجة كبيرة ويرتدى من قبل الذكور والإناث.